# Марк Богатирјов
Марк Богатирјов (рус. Марк Константи́нович Богатырёв) је руски глумац, рођен 22. децембра 1984. године у Обнинску. Најпознатији је по улози Максима Лаврова у серији Кухиња.

## Биографија
Марк Константинович Богатирјов је живео и студирао до 21. године у родном Обнинску. Поред мајке која је имала мало времена за њега (његов отац је напустио дом док је Марк био још веома мали), Марк проводи тешко детињство.
На крају средње школе, након наступања у позоришту D.E.M.I, он жели да постане професионалан глумац и уписује се у позоришни институт. Његова мајка и бака су му саветовали да је боље да прво стекне реалнију обуку, а тек онда ради оно што га задовољава. Марк онда планира да студира економију, али случајно упада на кастинг за филм Незасит (Ненасытные), где упознаје глумца Никиту Михаиловича Ефремова. Никита га је онда убедио да се придружи школи-студија MKHAT, где се и уписао. Марк је дипломирао 2010. године. Од 2010. до 2013. године глумио је у театру Антон Чехов.

## Каријера

### Театри

#### Антон Чехов
- Снежана и седам патуљака (заснован на причи Л. Е. Устинова и О. П. Табакова, у режији Михаила Миронова): пети патуљак;
- Мајстор и Маргарита (према роману М. А. Булгакова, у режији Јаноша Саса): добар лопов, гледалац позоришта Варијанта, гост на балу